# Шарга
Шарга (монг. Шарга) — сомон аймака Говь-Алтай в юго-западной части Монголии, площадь которого составляет 5 566 км². Численность населения по данным 2009 года составила 1 921 человек.
Центр сомона — посёлок Шарга, расположенный в 99 километрах от административного центра аймака — города Алтай и в 1100 километрах от столицы страны — Улан-Батора.

## География
Сомон расположен в юго-западной части Монголии. На территории Шарги располагаются горы Хасагт Жаргалан, Дарвийн Хух уул, протекает река Шарын гол.
Из полезных ископаемых в сомоне встречаются алюминиевая руда, каменный уголь, химическое и строительное сырьё.

## Климат
Климат резко континентальный. Средняя температура января -20-21 градусов, июля +20-24 градусов. Ежегодная норма осадков 50-200 мм.

## Фауна
Животный мир Шарги представлен лисами, волками, косулями, архарами, оленями, лосями, манулами, сибирскими козерогами, зайцами, тарбаганами.

## Инфраструктура
В сомоне есть школа, больница.